# Norrie-Syndrom
Das Norrie-Syndrom, auch bekannt unter den Synonymen Norrie-Warburg-Syndrom, Atrophia bulborum hereditaria, Pseudogliom und Norrie Disease, ist ein vergleichsweise seltener Syndromkomplex auf der Grundlage einer Genmutation mit rezessivem X-chromosomalem Erbgang. Der betreffende Genort ist Xp11.4-p11.2 (NDP).
Die Besonderheit kommt in der Mehrzahl bei Jungen bzw. Männern vor (Androtropie) und wird u. a. gekennzeichnet durch angeborene Blindheit und starke Schwerhörigkeit, teilweise bis hin zur Gehörlosigkeit.

## Auftretenshäufigkeit
Das Norrie-Syndrom kommt bis auf wenige Ausnahmen nur beim männlichen Geschlecht vor. Es wurde erstmals im Jahr 1959 unter wissenschaftlichen Gesichtspunkten beschrieben und seitdem wurden mehr als 240 Fälle dokumentiert, wobei es durchaus möglich ist, dass das Syndrom häufiger vorkommt, aber nicht als Norrie-Syndrom diagnostiziert wird. Es wird von einer Auftretenshäufigkeit von 1:100.000 ausgegangen.

## Symptome
Die angeborene Blindheit ist die Folge einer schweren Störung der Augenentwicklung (persistierender hyperplastischer primärer Vitreus), die meistens bereits unmittelbar nach der Geburt festgestellt wird. Charakteristisch ist eine beidseitige (bilaterale) pseudogliomatöse Hyperplasie der Retina (Retinahyperplasie / Netzhautablösung), die vermutlich durch eine frühe Störung der embryonalen Retinaentwicklung bedingt ist. Zusätzlich finden sich Retinaablösung, Atrophie der Iris (Regenbogenhaut), progrediente Trübungen der Hornhaut, der Linse (Katarakt) und des Glaskörpers sowie Nystagmus (Augenzittern) und die Entwicklung einer Bulbusatrophie innerhalb der ersten zehn Jahre nach der Geburt.
Bei etwa einem von drei Jungen mit dem Norrie-Syndrom wird im Schulalter eine fortschreitende cochleare Schwerhörigkeit (Innenohrschwerhörigkeit) nachweisbar.
Bei etwa der Hälfte der Menschen mit dem Norrie-Syndrom bestehen Intelligenzminderungen und Verhaltensauffälligkeiten, wobei nicht klar ist, ob letztere als eigenständiges Symptom oder als Begleit- bzw. Folgeerscheinung der Sinnesbehinderungen zu betrachten sind.
Bei einem Teil der Menschen mit Norrie-Syndrom kommt es nicht zur Gehörlosigkeit und Blindheit (Coats-Krankheit).

## Therapie
Bislang (2015) sind keine hinreichenden Therapiemöglichkeiten zur ursächlichen Heilung bekannt.
Durch die bereits vorgeburtliche (pränatale) Feststellung der Besonderheit durch eine Chorionzottenbiopsie im Rahmen von Pränataldiagnostik kann das Norrie-Syndrom schon pränatal diagnostiziert werden.